# Tetsuya Chiba
Tetsuya Chiba (千葉 徹彌 o ちばてつや?, Chiba Tetsuya; Tokyo, 11 gennaio 1939) è un fumettista giapponese.

## Biografia
Nato a Tokyo, Tetsuya Chiba ha vissuto la maggior parte della sua infanzia ed adolescenza in Manciuria che era ancora una colonia giapponese durante la seconda guerra sino-giapponese. Suo padre lavorava in una fabbrica di carta durante il periodo in cui visse in Cina. Uno dei suoi fratelli più giovani è il mangaka Akio Chiba. In seguito la famiglia di Chiba tornò in Giappone
Nel 1956, mentre era ancora uno studente liceale, Tetsuya Chiba disegnò Fukushū no Semushi Otoko per un editore che produceva libri per il noleggio. Nel 1958 avvenne il suo debutto professionale sulla rivista Shōjo Book per cui disegnò Butōkai no Shōjo. Negli anni sessanta, lavorò tanto su manga shōnen che shōjo e vinse un Shogakukan Manga Award nel 1977 per Notari Matsutaro. Il suo lavoro più celebre rimane comunque Rocky Joe.
Nel 2024 gli è stato conferito il Kikuchi Kan Prize per le opere da lui realizzate ma anche per in suo impegno nello scoprire nuovi artisti e nel proteggere i loro diritti.

## Opere
- Chikai no makyū - Weekly Shōnen Magazine, Kōdansha, 1961-1962, creato da Kazuya Fukumoto
- 1•2•3 to 4•5•roku - Shōjo Club, Kodansha, 1962
- Yuki no taiyō (ユキの太陽?) - Kodansha, 1963-1969
- Shidenkai no taka - Weekly Shonen Magazine, 1963-1965
- Harisu no kaze - Weekly Shonen Magazine, 1965-1967
- Misokkasu - Shōjo Friend, Kodansha, 1966-1967
- Rocky Joe (あしたのジョー?, Ashita no Jō) - Weekly Shonen Magazine, 1968-1973, scritto da Asao Takamori
- Akane-chan - Shōjo Friend, 1968
- Hotaru minako - Weekly Shonen Magazine, 1972
- Io sono Teppei (おれは鉄兵?, Ore wa Teppei) - Weekly Shonen Magazine, 1973-1980
- Notari Matsutarō - Big Comic, Shogakukan, 1973-1993 e 1995-1998
- Tutti in campo con Lotti (あした天気になあれ?, Ashita tenki ni naare) - Weekly Shonen Magazine, 1981-1991
- Shōnen yo racket o idake - Weekly Shonen Magazine, 1992-1994